# Ianuarie 1985
Acest articol este generat integral pe baza informațiilor din articolul 1985 și este actualizat periodic de un robot.
 Editările făcute în articol vor fi șterse la următoarea actualizare! Dacă doriți să faceți modificări, editați articolul-sursă.

ianuarie -
februarie -
martie -
aprilie -
mai -
iunie -
iulie -
august -
septembrie -
octombrie -
noiembrie -
decembrie
Ianuarie 1985 a fost prima lună a anului și a început într-o zi de marți.

## Evenimente
- 1 ianuarie: Italia preia Președinția Consiliului Comunităților Europene. Este pus în circulație primul pașaport european în cele mai multe din țările membre.
- 20 ianuarie: Președintele american, Ronald Reagan, depune jurământul pentru al doilea mandat.

## Nașteri
- 1 ianuarie: Rafael Bastos, fotbalist brazilian
- 1 ianuarie: Ibrahima Sory Camara, fotbalist francez
- 2 ianuarie: Alexandru-Ioan Andrei, politician român
- 2 ianuarie: Liana Ungur, jucătoare română de tenis
- 2 ianuarie: Ivan Dodig, jucător croat de tenis
- 3 ianuarie: Asa Akira, actriță pornografică americană
- 4 ianuarie: Gökhan Gönül, fotbalist turc
- 4 ianuarie: Kari Aalvik Grimsbø, handbalistă norvegiană
- 4 ianuarie: Alfred-Robert Simonis, politician român
- 5 ianuarie: Victor Bulat, fotbalist din R. Moldova
- 5 ianuarie: Tyler James (Kenneth Tyler James), cantautor britanic
- 5 ianuarie: Sînziana Bucura Nicola, actriță română
- 7 ianuarie: Lewis Hamilton, pilot britanic de Formula 1
- 7 ianuarie: Luminița-Maria Jivan, politician român
- 7 ianuarie: Bănel Nicoliță, fotbalist român
- 8 ianuarie: Ademar Xavier (Ademar Aparecido Xavier Júnior), fotbalist brazilian
- 9 ianuarie: Juanfran Torres (Juan Francisco Torres Belén), fotbalist spaniol
- 9 ianuarie: Juanfran, fotbalist spaniol
- 11 ianuarie: Kazuki Nakajima, pilot japonez de Formula 1
- 12 ianuarie: Baek Min Hyun, actor sud-coreean
- 12 ianuarie: Artem Milevski, fotbalist ucrainean (atacant)
- 13 ianuarie: Renal Ganeev, scrimer rus
- 14 ianuarie: Daniel Marin, fotbalist român
- 16 ianuarie: Pablo Zabaleta (Pablo Javier Zabaleta Girod), fotbalist argentinian
- 16 ianuarie: Ghintaras Janusevicius, pianist lituanian
- 17 ianuarie: Karolina Kudłacz, handbalistă poloneză
- 17 ianuarie: Simone Simons, cântăreață neerlandeză
- 18 ianuarie: Riccardo Montolivo, fotbalist italian
- 19 ianuarie: Horia Tecău, jucător român de tenis
- 19 ianuarie: Duško Tošić, fotbalist sârb
- 21 ianuarie: Vitalie Plămădeală, fotbalist din R. Moldova
- 22 ianuarie: Hristo Zlatinski (Hristo Evtimov Zlatinski), fotbalist bulgar
- 24 ianuarie: Benjamin Adekunle Miron Adegbuyi, luptător K1 român, de etnie nigeriană
- 25 ianuarie: Valentin Calafeteanu (Valentin Nicolae Calafeteanu), rugbist român
- 25 ianuarie: Tina Karol, cântăreață ucraineană
- 25 ianuarie: Adrian Ungur, jucător român de tenis
- 25 ianuarie: Valentin Niculae Calafeteanu, rugbist român
- 26 ianuarie: Florin Mergea, jucător român de tenis
- 28 ianuarie: Andrian Negai, fotbalist din R. Moldova (portar)
- 28 ianuarie: Eduardo Aranda, fotbalist paraguayan
- 29 ianuarie: Raul Costin (Raul Rǎzvan Costin), fotbalist român
- 29 ianuarie: Gladstone Pereira (Gladstone Pereira della Valentina), fotbalist brazilian
- 30 ianuarie: Tomás Costa, fotbalist argentinian
- 30 ianuarie: Yuuri Morishita, actriță japoneză
- 31 ianuarie: Kalomoira (Marie Carol Saranti), cântăreață americană
- 31 ianuarie: Novak Martinović, fotbalist sârb

## Decese
- 11 ianuarie: Teodor Tatos, 83 ani, avocat român (n. 1901)
- 14 ianuarie: Lama Anagarika Govinda (n. Ernst Lothar Hoffman), 86 ani, scriitor german (n. 1898)
- 17 ianuarie: Irina Codreanu, 88 ani, artistă plastică română (n. 1896)
- 17 ianuarie: Sorin Titel, 49 ani, scriitor român (n. 1935)
- 19 ianuarie: Eric Voegelin (Erich Hermann Wilhelm Vögelin), 84 ani, filosof american (n. 1901)
- 20 ianuarie: Maria Moreanu, 71 ani, solistă română de operă (mezzo-soprană), (n. 1913)
- 27 ianuarie: Ioan Massoff, 80 ani, jurnalist român (n. 1904)
- 27 ianuarie: Ionel Pop, 95 ani, scriitor român (n. 1889)
- 28 ianuarie: Paul Wittmann, 84 ani, compozitor român (n. 1900)
- 31 ianuarie: Józef Mackiewicz, 82 ani, scriitor polonez (n. 1902)